# Frank Stephens
Frank S. Stephens (* 30. Juni 1931 in Indiana) ist ein US-amerikanischer experimenteller Kernphysiker und Chemiker.
Stephens studierte am Oberlin College mit dem Bachelor-Abschluss 1955 und wurde 1955 an der University of California, Berkeley in Chemie promoviert. Ab 1955 war er am Berkeley Radiation Laboratory und ab 1957 fest angestellter Wissenschaftler am Lawrence Berkeley National Laboratory (LBNL), wo er Senior Scientist wurde und 1995 Distinguished Scientist.
1959/60 war er am Niels-Bohr-Institut in Kopenhagen als Ford-Stipendiat und 1970/71 Gastprofessor an der Ludwig-Maximilians-Universität München.
Mit Richard M. Diamond entwickelte er den Gammasphere Detektor mit sphärischer Anordnung von Gammastrahl-Halbleiterdetektoren, der in den 1990er Jahren am 88 Inch Zyklotron des LBNL installiert wurde. Mit Schwerionenstrahlen des Zyklotrons untersuchte er kollektive Kerneigenschaften in der Kernstruktur, Hochspinzustände von Kernen, Riesenresonanzen und Kernreaktionen.
1980 erhielt er mit Richard M. Diamond den Tom-W.-Bonner-Preis für Kernphysik. Er war Fellow der American Physical Society.